# 涅奇米叶·霍查
涅奇米叶·霍查（1921年2月8日—2020年2月26日），原名涅奇米叶·朱格林尼（Nexhmije Xhuglini），是前阿尔巴尼亚社会主义人民共和国最高领导人、阿尔巴尼亚劳动党第一书记恩维尔·霍查的妻子。

## 生平
1921年，涅奇米叶·朱格林尼出生于南斯拉夫比托拉（位于今北马其顿境内）的一个阿尔巴尼亚族穆斯林家庭。1941年，她加入刚成立的阿尔巴尼亚共产党（1948年改名为阿尔巴尼亚劳动党）。1942年，她被选入阿尔巴尼亚民族解放运动总委员会。1943年，她被选为阿尔巴尼亚妇女联盟秘书。1945年元旦，她和阿尔巴尼亚共产党总书记恩维尔·霍查结婚。1952年，她当选阿尔巴尼亚劳动党中央委员会委员。1966年起，她长期担任阿尔巴尼亚劳动党马克思列宁主义研究所所长一职。恩维尔·霍查去世后，她接替恩维尔·霍查担任阿尔巴尼亚民主阵线全国委员会主席。
1991年，涅奇米叶·霍查加入新成立的阿尔巴尼亚共产党。1992年，原阿尔巴尼亚劳动党政权完全垮台，萨利·贝里沙领导的阿尔巴尼亚民主党上台，对前政权进行政治清算，以腐败罪名（据称与吊唁者前来吊唁恩维尔·霍查时，花费在杯子和玻璃器皿上的360美元有关）判处涅奇米叶·霍查入狱9年，实际执行5年。她在狱中写了《五十年回忆录》。在科索沃战争期间，她公开表态支持北约和科索沃民族主义者，这一举动遭到很多国家的霍查派谴责，被他们斥之为“修正主义叛徒”。
涅奇米叶·霍查和恩维尔·霍查共育有3个子女：长子伊利尔·霍查、次子索科尔·霍查、女儿普兰维拉·科拉内齐。
2020年2月26日，涅奇米叶·霍查在地拉那家中自然去世，享年99歲。她的长子伊利尔将其遗体葬于萨拉平民公墓。